# Tibetlamm

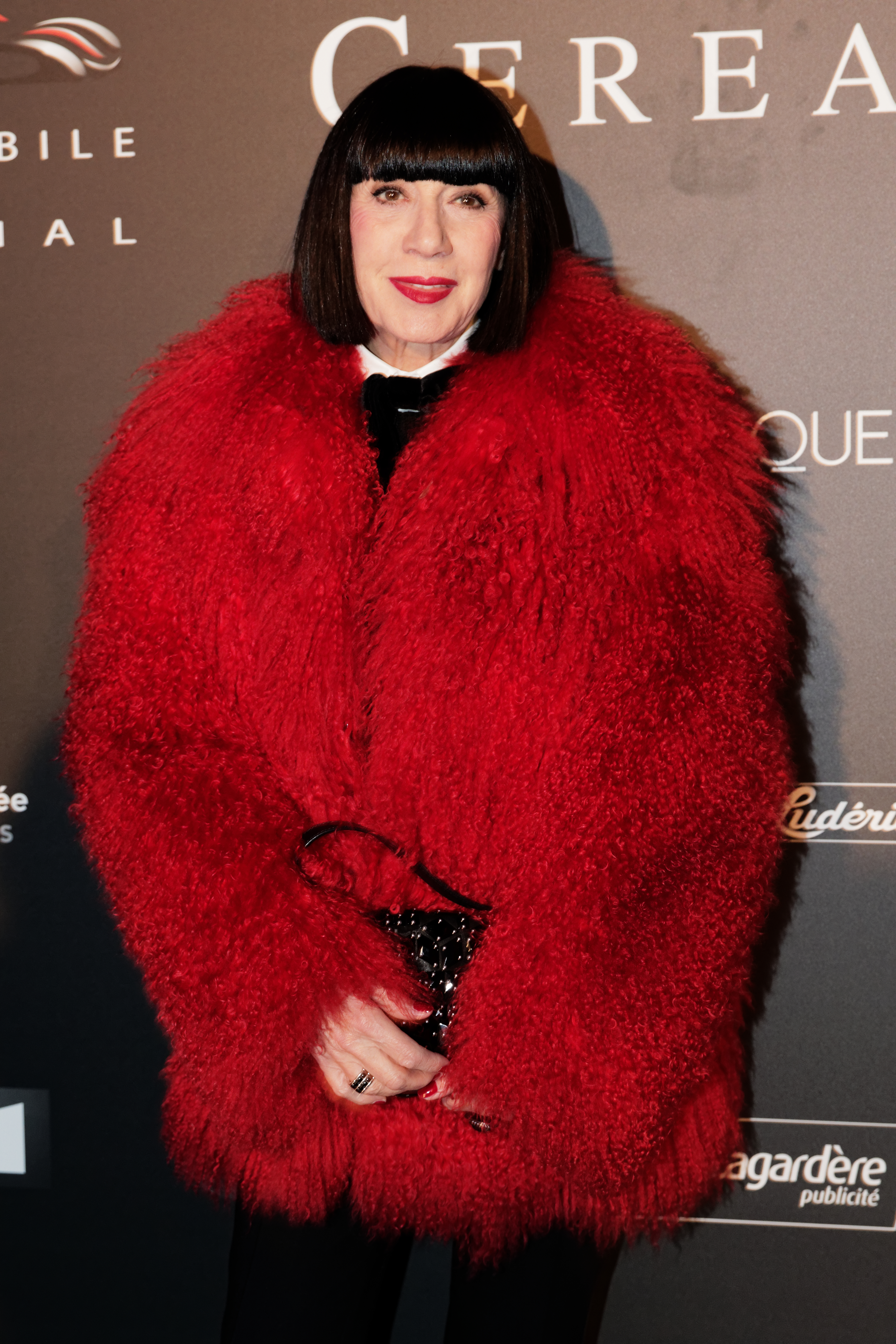
Lingerie-Designerin Chantal Thomass in roter Tibetlammjacke (2015)

Tibetlamm, fachsprachlich auch kurz „Tibet“, chinesisch Tan-Pih (Pih = Fell), amerikanisch auch Tibetin (Tibetine), ist das Fell von sechs Wochen bis zu zwei Monate alten Lämmern des jungen Shanghai-Mufflons. Es kommt – entgegen dem Handelsnamen – nicht aus Tibet, sondern aus Nordchina. Für das Fell charakteristisch ist seine korkenzieherartige Lockenstruktur. Die Felllänge beträgt etwa 80 bis 110 Zentimeter; das seidige Haar ist weiß bis gelblich.
Das Fell wird für Decken und Bekleidungszwecke verwendet, insbesondere für Besätze, kleinere Pelzteile und Accessoires. Tibet gilt als außerordentlich stark der Mode unterworfen.
Der Haltbarkeitskoeffizient für die Fellart wurde anhand allgemeiner Erfahrung mit 30 bis 40 Prozent angegeben.

## Geschichte, Handel

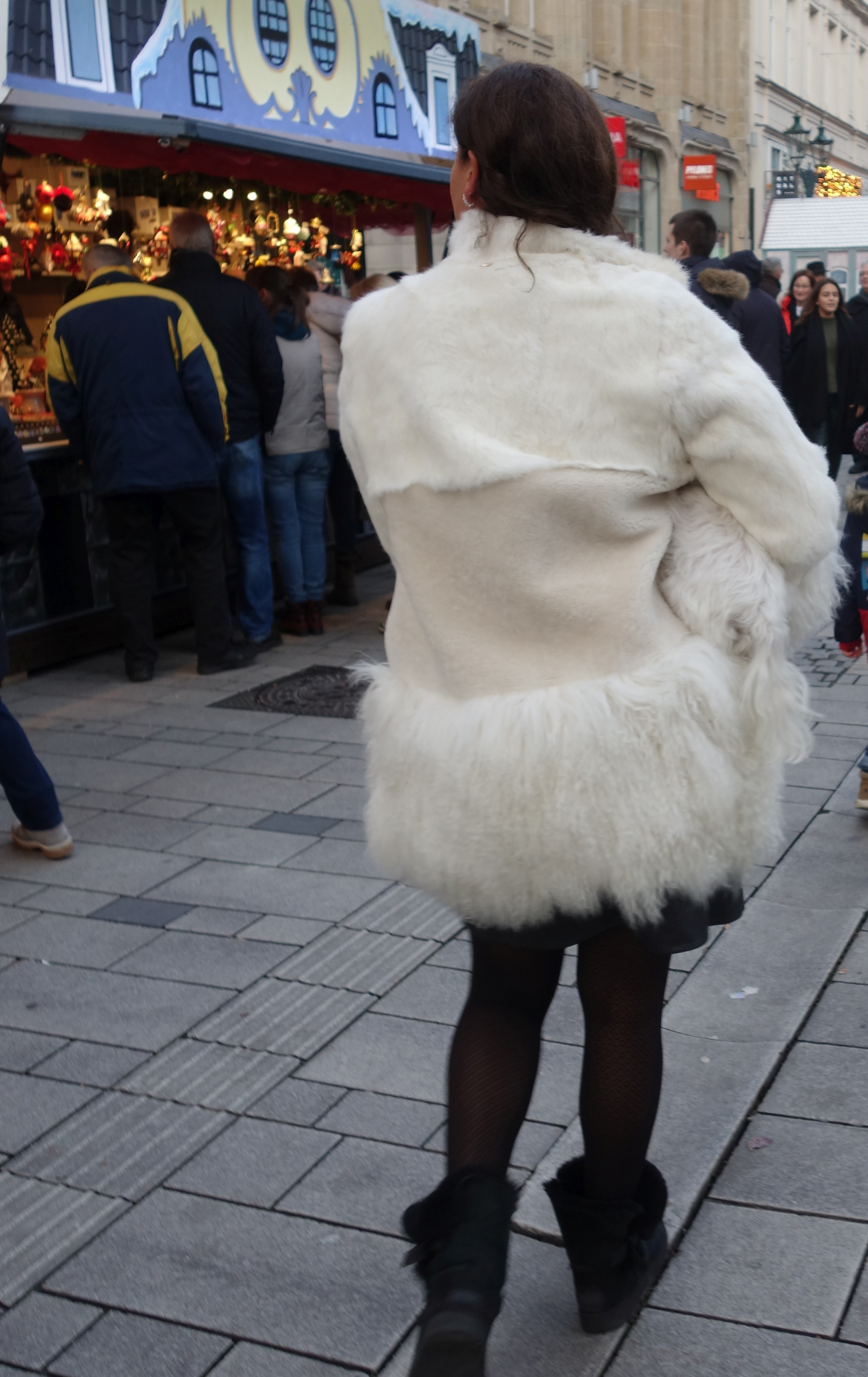
Tibetlamm und Pudel (2019)

Tibet ist nicht, wie der Name eigentlich vermuten lässt, das Herkunftsland der Felle. Die dort beheimaten Schafrassen finden kaum für Pelzzwecke Verwendung, sie dienen hauptsächlich zur Wollgewinnung und in der Vergangenheit außerdem als Transporttiere. In Tibet selbst kleiden sich die Nomaden in den für sie typischen Lokbar, einen langen Mantel aus Schafsfell oder Ziegenfell, der mit der Haarseite nach innen getragen wird. Eine andere, wohl nicht belegte Quelle meint, dass der Name von einer Distriktsbezeichnung Teibi (?) abgeleitet sei. Die ersten Tibetfelle gelangten um 1880 als Fellkreuze über den Pelzhandel auf der Irbit-Messe und über Kiachta, zur Pelzmesse in Nischni Nowgorod und nach Moskau. Es wurde offenbar unterstellt, dass die Felle aus Tibet kämen. Die chinesischen Händler bezeichneten das Fell auch als Mandarin-Lamm.
1911 schrieb Emil Brass, dass ihm Chinesen übereinstimmend versichert hatten, dass die lebenden Tibetlämmer gleich nach der Geburt in Baumwolltuch eingenäht werden, um ein Verwildern der Locken und ein Schmutzigwerden durch den gelben Lössstaub zu verhindern. Ausgewachsene Schafe der Rasse sind mit einem langen, feinen, wenig gekräuselten Oberhaar und einer dichten, straffen, seidenartigen Unterwolle bedeckt. Die zweifelligen „chinesischen Schafdecken“ waren jedoch deutlich weniger wert als die Jungtierfelle. Die ausgekämmte Unterwolle kam als „Cashmere Goathair“ in den Handel; in Tientsin wurde ihr meistens noch die Unterwolle gewöhnlicher Ziegen beigemischt.
Tibet-Fellkreuze und die längeren Robes waren Halbfertigprodukte, aus denen sich in einfacher Weise die klassischen chinesischen Kimono-Jacken und Mantelformen fertigen ließen. Ein Leipziger Rauchwarenkaufmann berichtete, dass es in seiner Lehrzeit immer eine Heidenaufgabe war, bei umfangreicheren Sortimenten diese großen Stöße Kreuze (in diesem Fall Kidkreuze) sauber aufzuschichten. Wie erzählt wurde, ging man im chinesischen Pelzhandel zur Fellplattenherstellung über, weil der Artikel Kidcrosses wohl im amerikanischen Zolltarif vermerkt war, aber Kidplates nicht. Dadurch gelang es den Importeuren eine Zeitlang diese Platten zu einem billigeren Zolltarif ins Land zu bringen.
Das Tibetlamm mit seinem aus dem Rahmen der übrigen Pelze fallenden Aussehen, langhaarig mit Locken, ist seit jeher ganz außergewöhnlich von der Mode abhängig. Abgesehen von der unterschiedlich nachgefragten Menge wurden mal Chowchings und Dahtungs mit ihrer feinen Wolle und dem seidigen Haar verlangt, zu anderer Zeit Tung-Chows. Dieser Wechsel entstand dadurch, dass eine Zeitlang die Tibets entlockt wurden, um Mufflonfell zu imitieren. Die größeren Tung-Chows mit ihrer dichten Unterwolle sind dafür besser als die seidigen Sorten geeignet. Ursprünglich wurden Tibetfelle nur in China verbraucht, wo sie der gehobene Mittelstand als Winterbekleidung trug. Sie wurden zu Pelz-Coats („mit Ärmeln versehene Röcke“ bzw. lange Jacken aus 14 Fellen) verarbeitet, zu Pelz-Maquas (Reitjacken) und zu Halbfabrikaten, den Fellkreuzen und seltener zu Fell-Robes (Robes sind längere Fellkreuze). Auch verschwanden sie, zusammen mit anderen chinesischen Schaffellen, während chinesischer Kriegshandlungen vom internationalen Markt, da sie offenbar als Pelzinnenfutter militärischer Bekleidung gebraucht wurden.
Das Fell kam immer gegerbt in den internationalen Handel. In China bestanden große Gerbereifabriken. Von dort gingen die Exporte vor allem nach London und Hamburg, aber auch nach telegraphischen Bestellungen direkt nach Berlin, Leipzig und New York. Die Lieferungen erfolgten in Kisten aus besonders hartem Holz, mit je 200 oder 300 Stück. Innen schützte orangefarbenes Ölpapier die Ware vor Wasserschäden während des Seetransports. Im Jahr 1930 betrug der Verkauf nach Europa etwa 600 Tausend Felle, 15 bis 20 Tausend Kreuze (aus je sechs bis acht Fellen) und zehntausend Robes (je 14 Felle), wobei der Verbrauch im Land „natürlich viel größer“ war. Danach ging die Nachfrage stark zurück und man nutzte die Felle im Lande in größerem Umfang zur Wollverwertung.

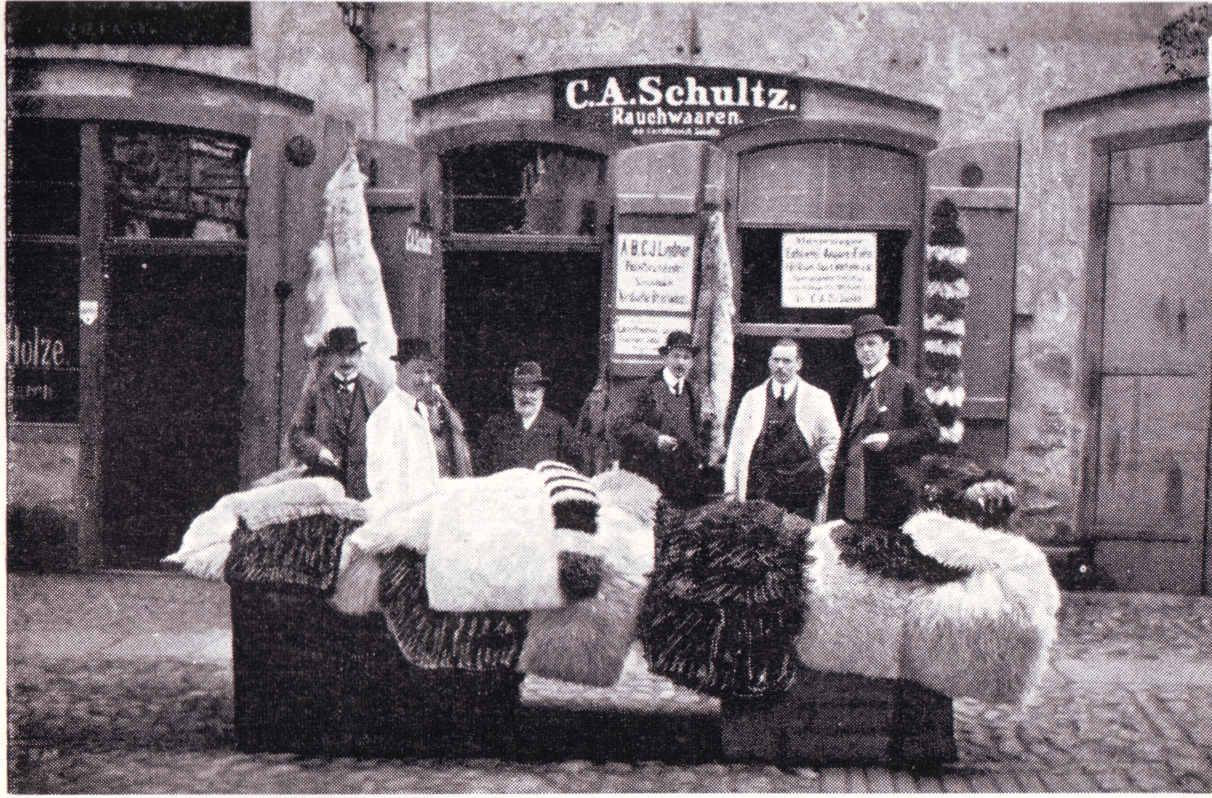
Leipziger Rauchwarenhändler zur Messezeit, rechts Tibetlammtafeln (1905)

Ein großer Teil der Felle wurde schwarz gefärbt, doch kamen in den 1920er Jahren auch zunehmend Modefarben auf. Durch das Färben litt bei der Leipziger Zurichtung mit Holzfarben das Lockenbild, dem konnte man aber bald abhelfen, indem man die Felle nach der Pelzveredlung mit einer leichten Essiglösung einstrich. Die Firma Martin & Sohn, London, kämmte dagegen die Felle aus und färbte sie in schöne Pastelltöne. Diese neuen Farben verhalfen der Fellart damals zu einem ungeheuren Aufschwung als Besatzfell. Es heißt, „dass sich in London und Leipzig die Kundschaft angestellt hat, um große Quantitäten darin zu kaufen“. Hauptabnehmer waren auch Italien und Polen. Die beste Farbe lieferte London, ebenso färbte Frankreich in guter Qualität. Bereits in den 1920er Jahren färbte man die Felle, wie auch heute wieder, zum Teil mehrfarbig bunt, damals jedoch „bürgerte sich diese Methode nicht ein“. Mit den durch Kämmen oder Aufrauen entlockten Felle erzielte man mufflon-, weißfuchs- oder blaufuchsähnliche Optiken.

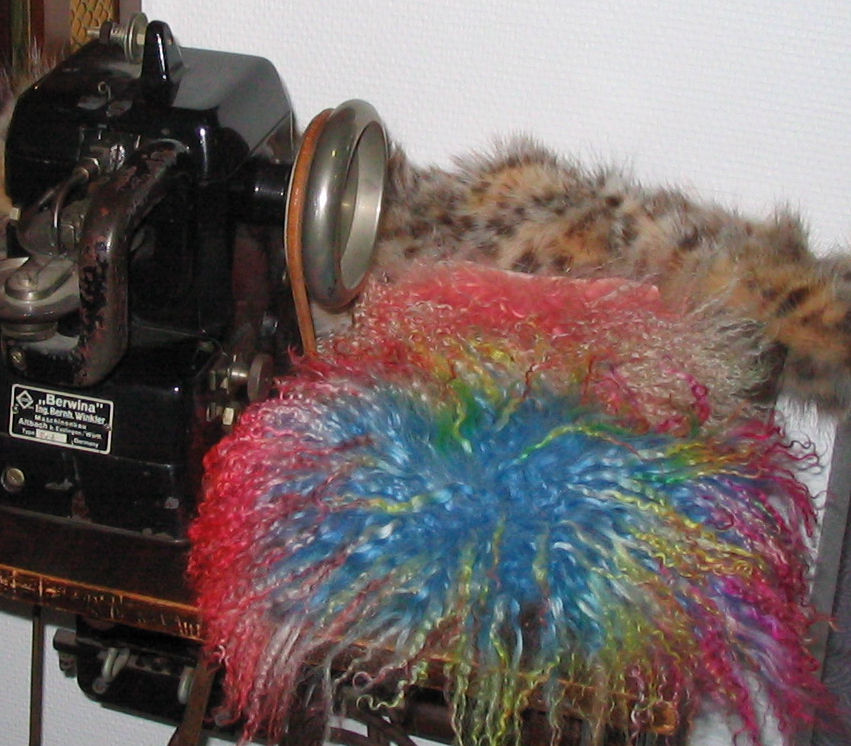
Multicolor Tibetlamm neben einer Pelznähmaschine (2012)

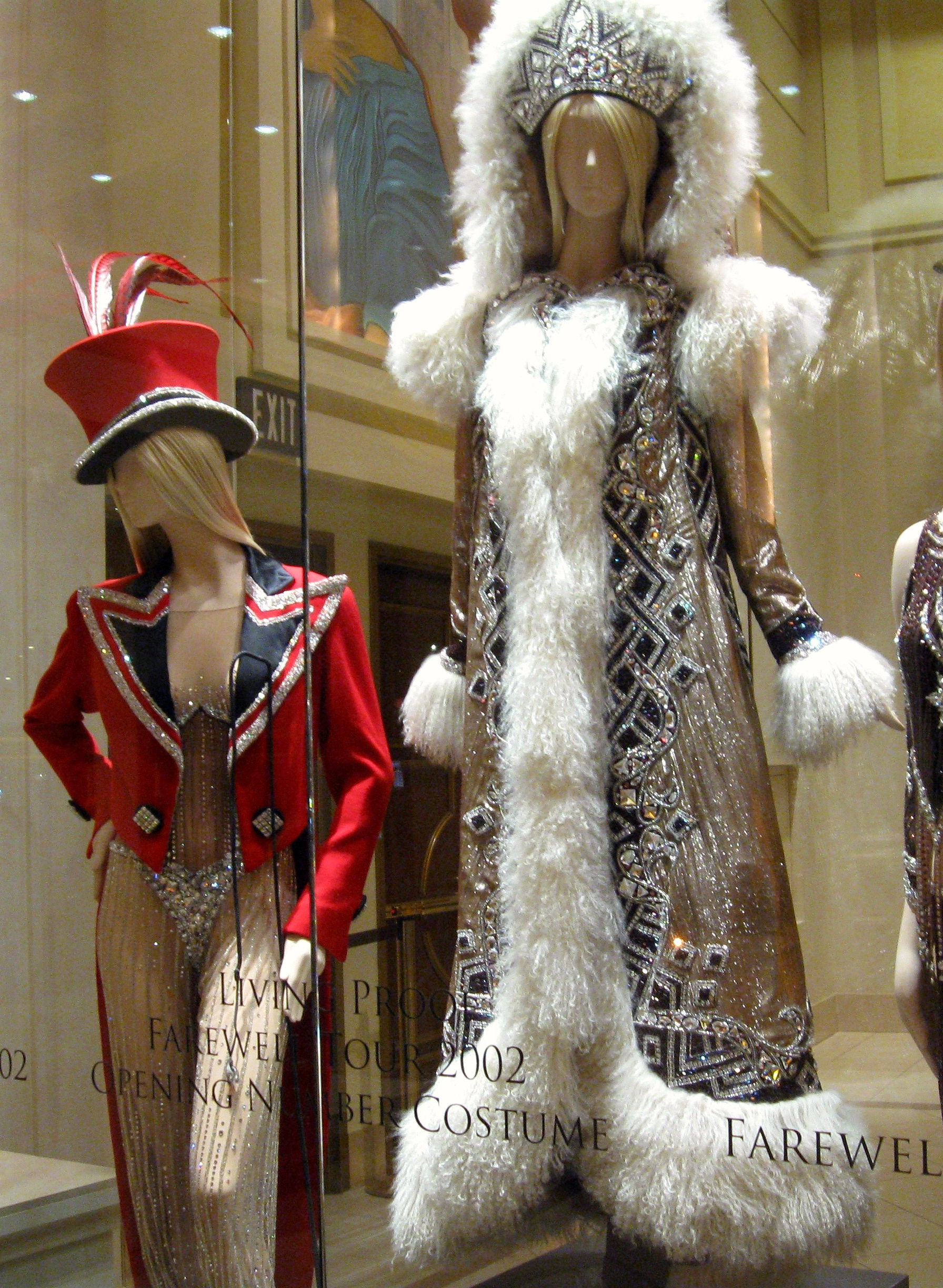
Mit Tibet verbrämtes Bühnenkostüm der Sängerin Cher (2012)

Anfang des 20. Jahrhunderts wurden Tibetfelle hauptsächlich für Garnituren (mehrteilige Accessoires) verwendet, die damals bereits hauptsächlich von Engrosfabriken zu billigen Preisen gefertigt wurden, vor allem zu „duftig aussehenden flotten“ Mädchengarnituren für Eislauf und Schlittenfahrten. Ausgekämmte Ware fand als Polarfuchsersatz Verwendung. Tibet wurde immer dann stark nachgefragt, insbesondere für Besatzzwecke, wenn Langhaarpelze in Mode waren. Im ersten Viertel des 19. Jahrhunderts erfreute es sich als Kinderwagendecke einiger Beliebtheit, auch wurde Tibet viel für normale Felldecken und als Vorleger genutzt.
Nach dem Zweiten Weltkrieg (1939 bis 1945) war Tibet weiter in verhältnismäßig geringem Umfang im Handel, vor allem Mäntel und Jacken wurden nur noch selten daraus hergestellt. Mit der erneuten Zunahme von Pelzaccessoires um die Jahrtausendwende kamen auch Kleinteile aus Tibet, wie Schals, Boas und Westen, vermehrt in Mode, naturfarbig weiß (meist zusätzlich gebleicht), schwarz, mehrfarbig und in allen Modefarben. Auch für Verbrämungen von Textil- und Pelzkleidung wurde das Fell zuletzt wieder häufiger verwendet, vor allem an kleinen Teilen wie Chasubles oder kurzen Jäckchen.

### Handelsklassen
Das Fell der 1 ½ bis 2 Monate alten Lämmer ist sehr langhaarig, dünnseidig und fein gekräuselt. Je feiner die Kräuselung (Locke) ist, desto wertvoller ist das Fell. Die Färbung ist weiß bis gelblich mit mäßigem Glanz.
Tibetlammfelle kommen hauptsächlich aus den nordchinesischen Provinzen Shanxi, Shaanxi und Zhili (entspricht etwa dem heutigen Hebei).
Tibetfelle wurden in drei Qualitäten sortiert, I, II. und III. Die Lieferungen enthielten vor 1958 meist:
60 Prozent I. Qualität, 30 Prozent II. Qualität, 10 Prozent III. Qualität.
- Eine Auflistung aus dem Jahr 1958 unterscheidet folgende Herkommen:[6]

a) Chowching (Shao Shings, Shia Shing)
Etwas kleinere Locke, nicht sehr fein gekräuselt, sehr dichtes, seidiges, der Korkenzieherlocke ähnliches Haar. Dichte Unterwolle, sie gelten als die edelsten.
b) Dahtung (Nord-Shanxi)
Etwas länger und breiter als Chowchings mit teils gut ausgeprägter und fein gekräuselter, sehr seidiger Wolle. Das Unterhaar ist manchmal etwas strähnig und dünn, die Qualität ist sehr gut.
c) Tung-Chow (Rischilli = Hebei, südlich von Peking)
Die größte Sorte, ganz besonders große Felle werden als „Elephants“ gehandelt. Die gute, kräftige Locke hat wenig Glanz. Das Unterhaar ist dicht, die Qualität ist gut. Von hier kommen die meisten Felle.
d) Shantafoo
Die flache, offene und sehr dünne Locke ist noch seidig, glänzt jedoch weniger als die Chowchings und Dahtungs. Bis auf das kräftigere Leder ähneln sie den Tung-Chows.
e) Sikaos
Grobe Locke, dünnhaarig und wollig, dickes Leder. Erheblich kleinflächiger als die vorhergehenden Sorten.
f) Kalgans
Ebenfalls eine grobe Locke, kurzhaarig und wollig. Etwa halb so groß wie die Tung-Chows.
- Unterscheidung der Sorten nach Aussehen:[7]

Tibetlamm gibt es in den langhaarigen Sorten (7 bis 8 Zentimeter), den kurzhaarigen (3 bis 4 Zentimeter) mit einer sehr schönen, korkenzieherartigen Locke. Je feiner die Kräuselung, desto wertvoller gilt das Fell. Außerdem kommt eine weniger ausdrucksvolle Sorte mit offener, mehr ausgewachsener Korkenzieherlocke in den Handel.
Sehr langhaarig (7 bis 8 Zentimeter, longhair) mit schöner Korkenzieherlocke.
Offenhaarig (loosehair): Korkenzieherlocke zum Teil ausgewachsen (Locke offener, wenig ausdrucksvoll).
Das 1930 in einem Fachbuch erwähnte Thibetine ist ein mongolisches, dem Tibet ähnlich aussehendes Lammfell. Es wurde darauf hingewiesen, dass dafür die Bezeichnung Tibet („Thibet“) nicht erlaubt ist.

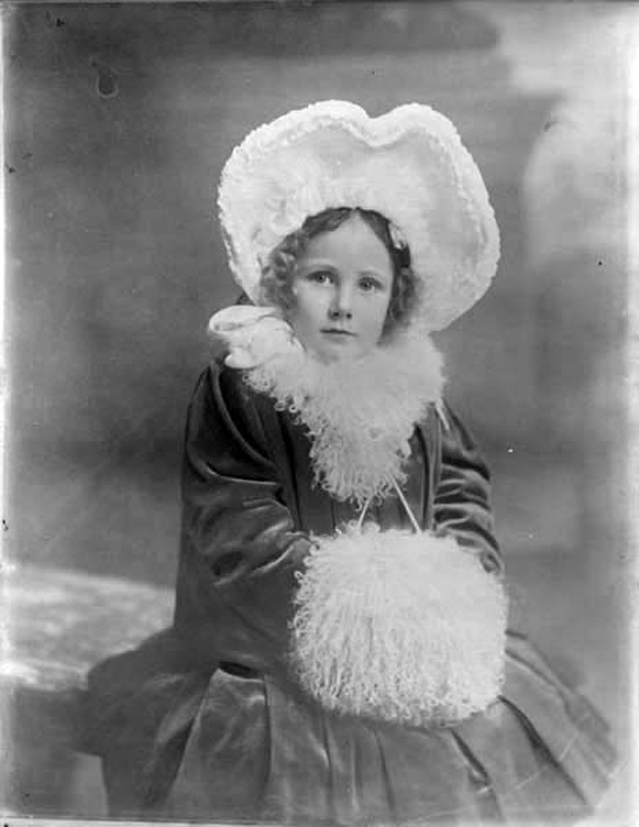
Mädchen mit Tibet-Schal und -Muff (ca. 1880)
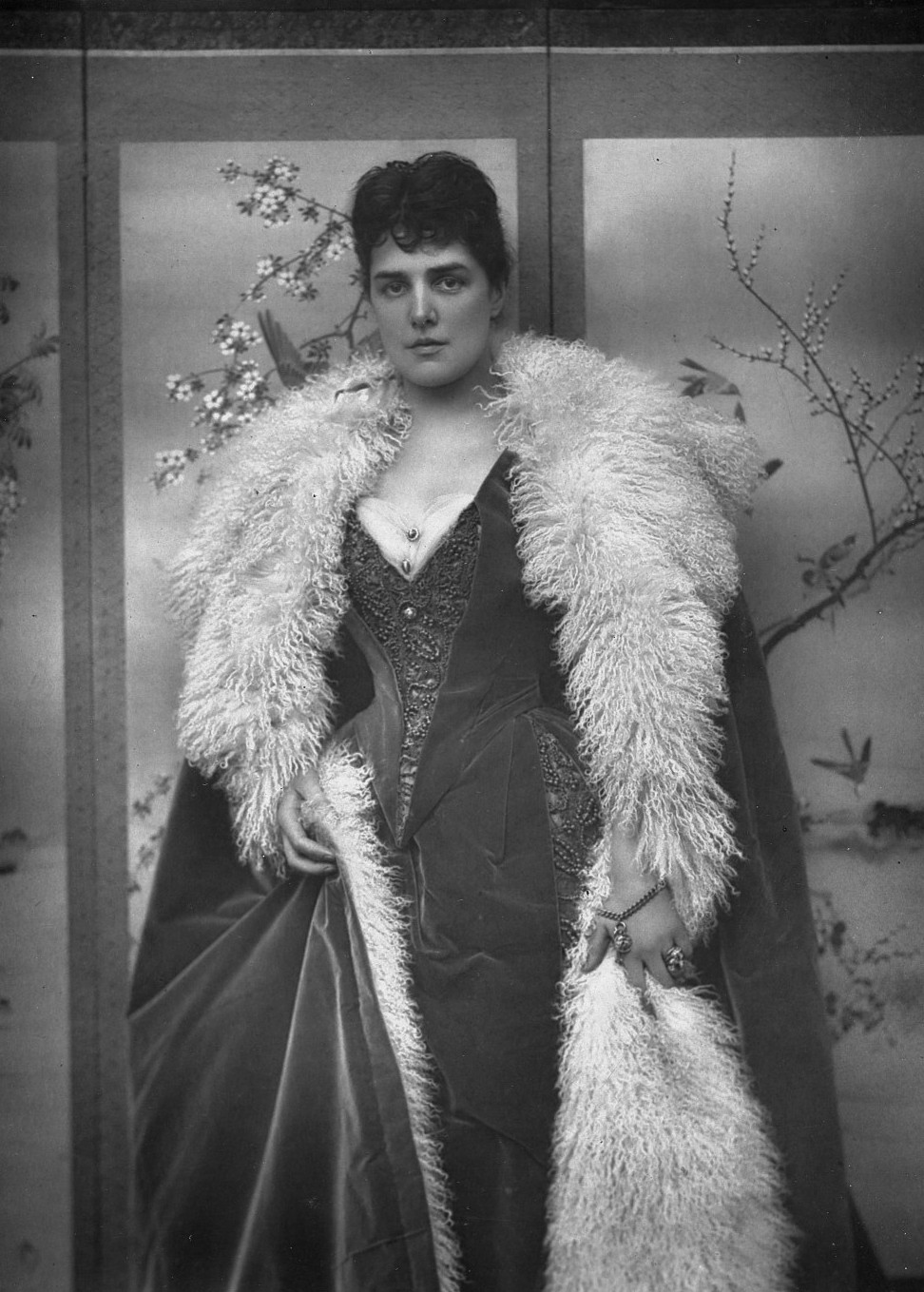
Lady Randolph Churchill mit tibetgefüttertem Cape (Ende 1880er Jahre)
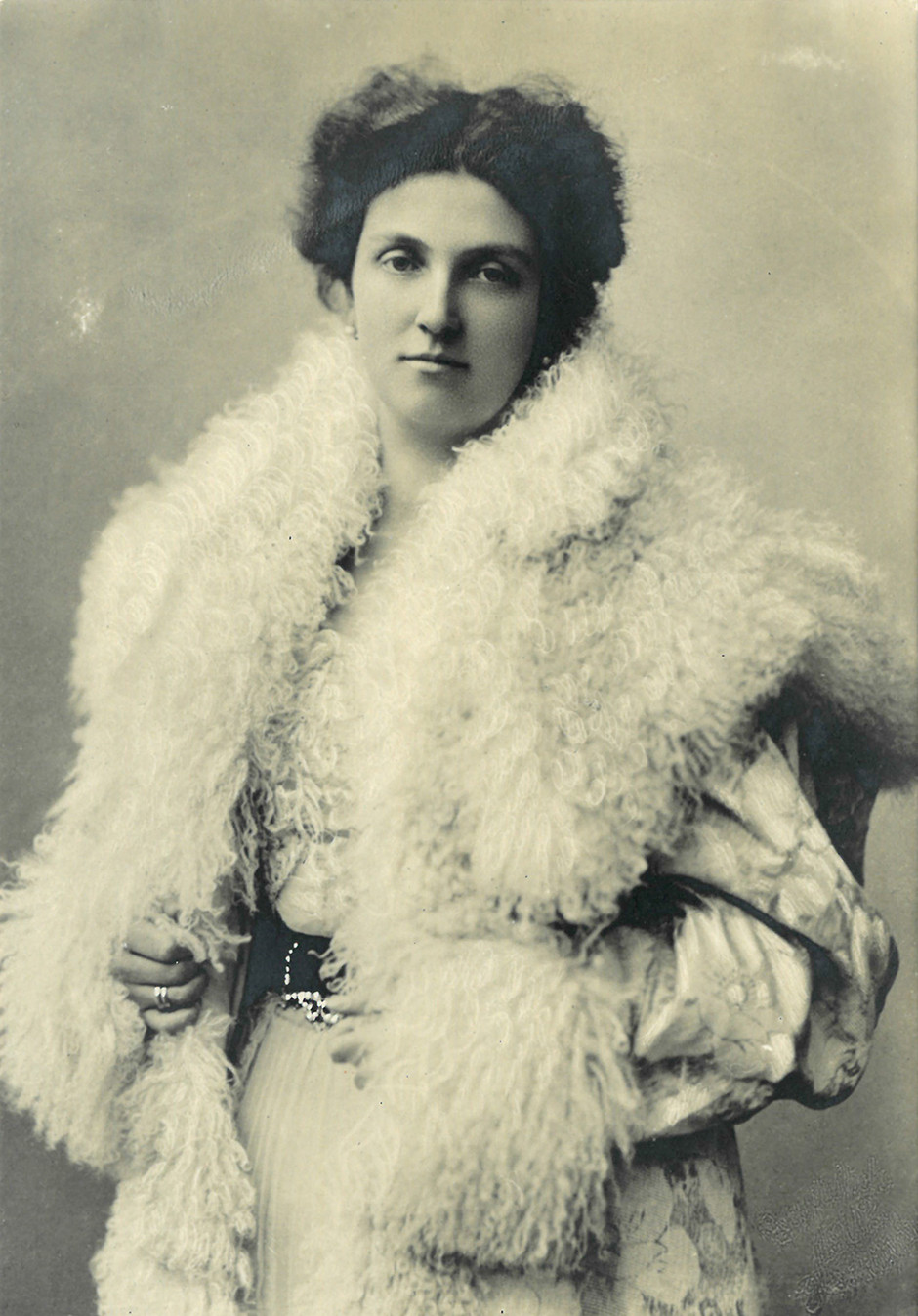
Luise von Österreich-Toskana mit großem Tibetkragen (Ende 19. Jh.)
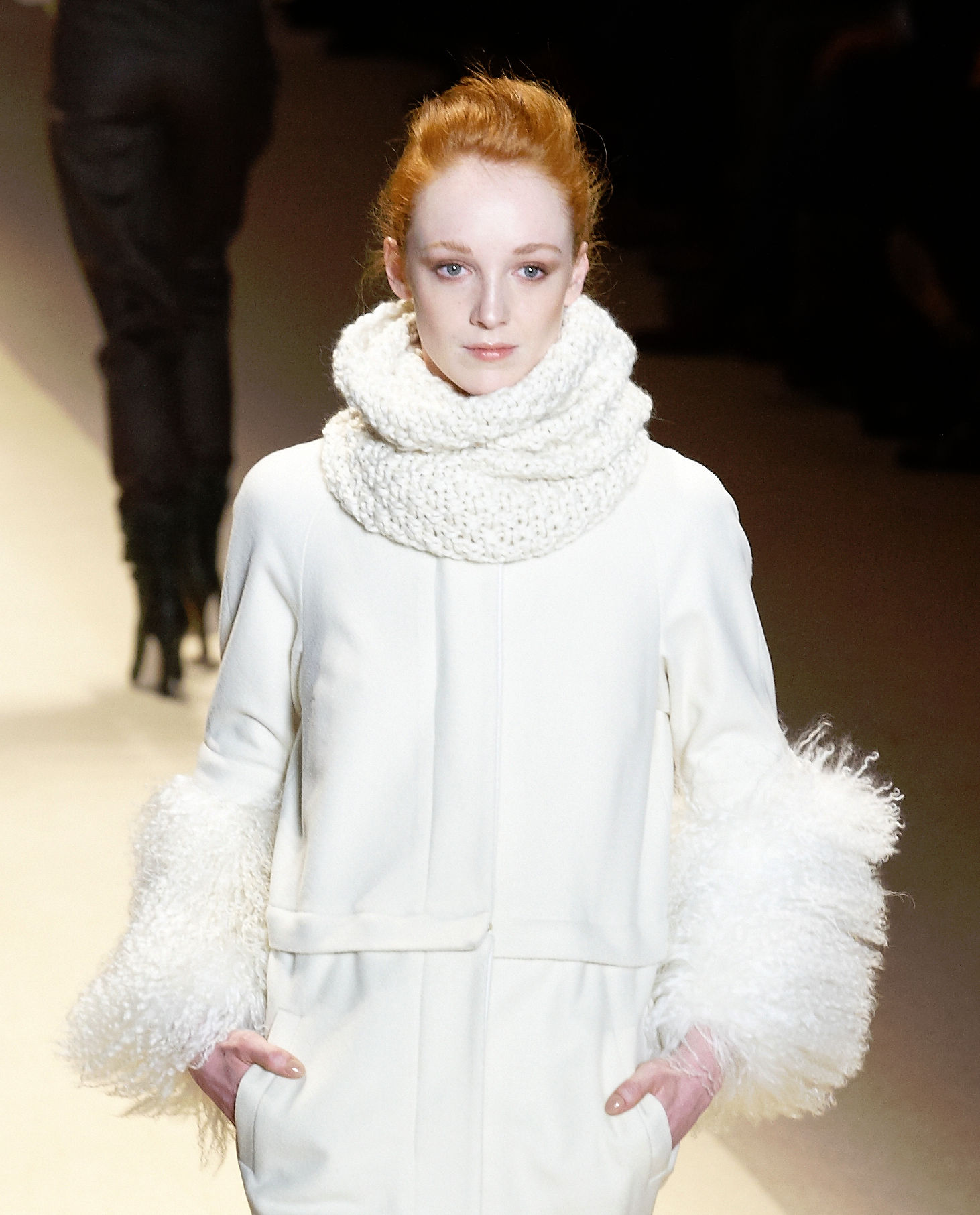
Tibetmanschetten (ADAM, 2010)
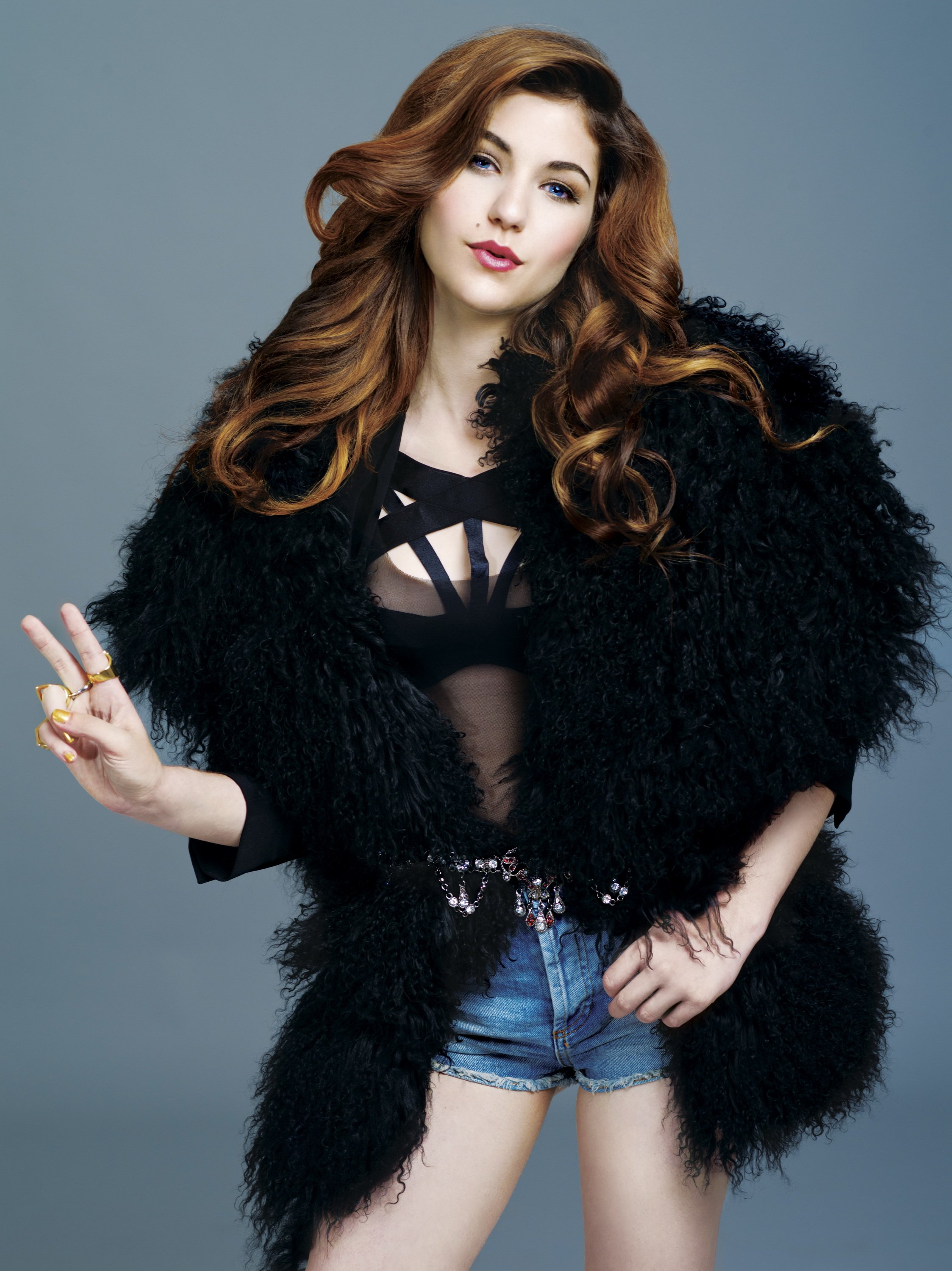
Sängerin Celeste Buckingham mit schwarzem Tibetcape (2012)

## Verarbeitung
Manchmal neigt bei Tibetfellen die sehr dünne Oberhaut dazu, sich in Schuppen abzulösen, die für den Pelzzurichter nur schwierig zu entfernen sind.
Die Weiterverarbeitung zu Pelzprodukten ist dank der gelockten, langhaarigen Haarstruktur unkompliziert.

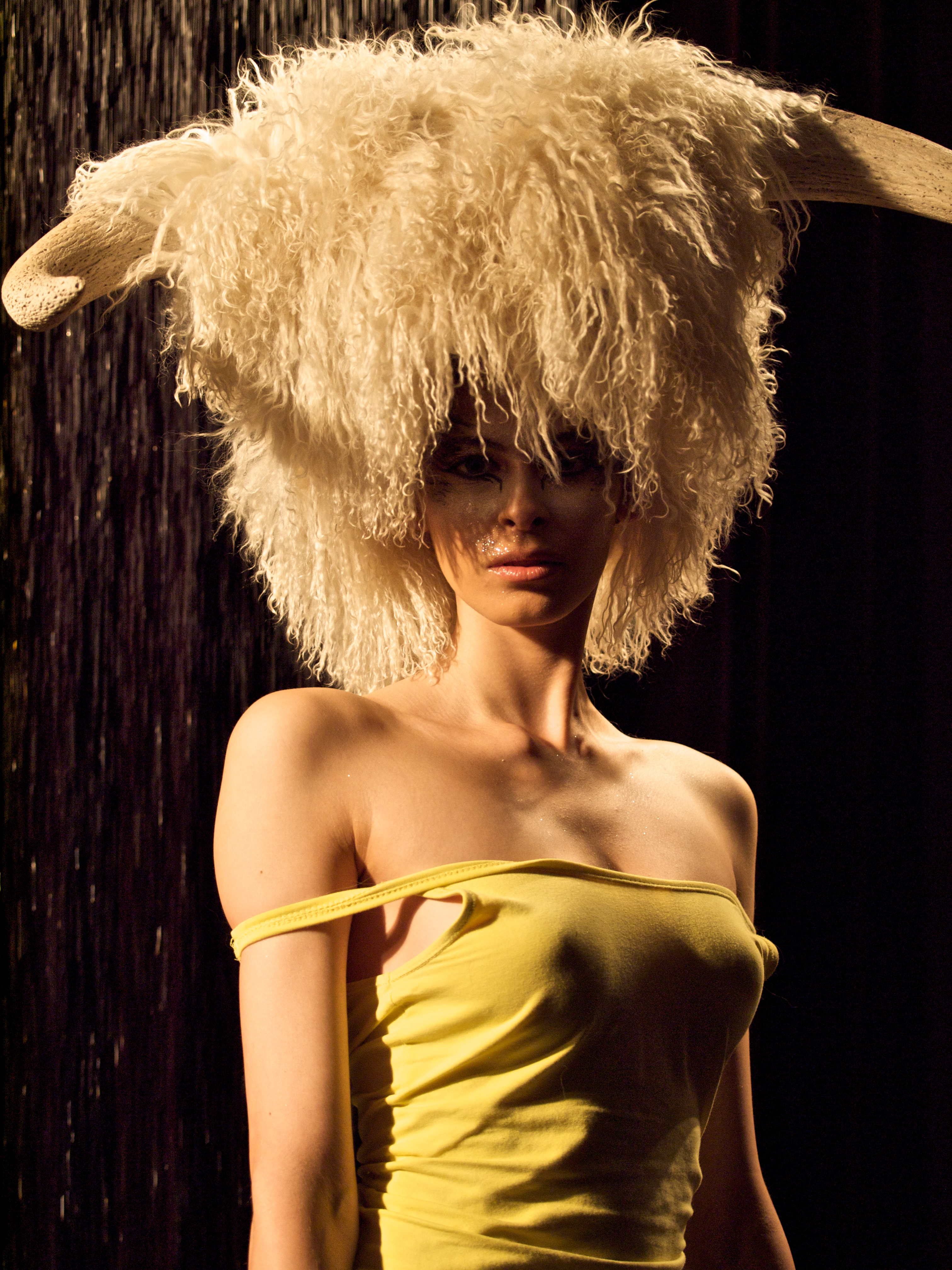
Tibet-Kopfschmuck als Gag einer Modenschau (Éric Tibusch, 2010)

## Zahlen, Fakten
- Anfang der 1880er Jahre kamen die ersten Coats auf dem Weg über Irbit und Nischni Nowgorod nach Europa und wurden mit 300 Mark bezahlt.[1]
- 1875 kosteten am Londoner Pelzmarkt Tibetfelle das Stück bis zu 1,25 Pfund."[4]
- 1887 wurden die ersten direkten Sendungen durch Emil Brass nach Deutschland gebracht und mit etwa 130 Mark bezahlt, dann trafen größere Mengen ein und der Preis fiel.[1]
- 1891 kamen die ersten zusammengenähten Felle nach Deutschland.[1]
- 1910 war der Preis je nach Sortiment und Qualität 4 bis 7 Mark das Stück. Der Fellwert schwankte sehr, anfangs kostete die gleiche Qualität im Durchschnitt 10 Mark.[1]
- 1913 bot die Leipziger Rauchwarengroßhandlung Heinrich Lomer an:

Thibet-Felle – Agneaux de Thibet – Thibet Lambs
Weisse
Reine weisse, beste Locke pr. Stück M 9-10
Prima Mittellocke und mittelgrosse feine pr. Stück M 7-8
Schwarzgefärbte
Grosse, feinste Locke pr. Stück M 9-10
do. gute Locke pr. Stück M 7-8.
Am Londoner Pelzmarkt kostete das Tibetfell 5,30 bis 5,50 Pfund, Tibet-Robes 54 bis 64 Pfund.
- 1920 kosteten am Londoner Pelzmarkt Tibetfelle das Stück bis zu 3,50 Pfund, Tibet-Robes bis zu 30 Pfund.
- Vor 1925 wurden jährlich etwa 600.000 Felle, etwa 20.000 (6- bis 8-fellige) Kreuze und 3000 bis 4000 Coats exportiert (ein Coat enthielt 14 Felle). Der Fellpreis betrug 12 bis 18 Mark.[1] Eine „chinesische Schafdecke“ aus zwei Fellen ausgewachsener Tiere kostete selten mehr als 3 bis 4 Mark. Jährlich kamen etwa 50.000 bis 100.000 solcher Decken in den Export.[1]

## Anmerkung
1. ↑  Die angegebenen vergleichenden Werte (Koeffizienten) sind das Ergebnis vergleichender Prüfung durch Kürschner und Rauchwarenhändler in Bezug auf den Grad der offenbaren Abnutzung. Die Zahlen sind nicht eindeutig, zu den subjektiven Beobachtungen der Haltbarkeit in der Praxis kommen in jedem Einzelfall Beeinflussungen durch Pelzzurichtung und Pelzveredlung sowie zahlreiche weitere Faktoren hinzu. Eine genauere Angabe könnte nur auf wissenschaftlicher Grundlage ermittelt werden. Die Einteilung erfolgte in Stufen von jeweils zehn Prozent. Die nach praktischer Erfahrung haltbarsten Fellarten wurden auf 100 Prozent gesetzt.

## Belege
1. 1 2 3 4 5 6 7 8 9 10 11 12  
Emil Brass: Aus dem Reiche der Pelze. 2., verbesserte Auflage. Verlag der „Neuen Pelzwaren-Zeitung und Kürschner-Zeitung“, Berlin 1925, S. 829–830.
2. 1 2  
Aladar Kölner (Rauchwarenhändler): Chinesische, mandschurische und japanische Pelzfelle. In: Rauchwarenkunde – Elf Vorträge aus der Warenkunde des Pelzhandels. Verlag Der Rauchwarenmarkt, Leipzig 1931, S. 91–104.
3. ↑  Paul Schöps, H. Brauckhoff, K. Häse, Richard König, W. Straube-Daiber: Die Haltbarkeitskoeffizienten der Pelzfelle. In: Das Pelzgewerbe. Jahrgang XV, Neue Folge, 1964, Nr. 2, Hermelin Verlag Dr. Paul Schöps, Berlin/ Frankfurt am Main/ Leipzig/ Wien, S. 56–58.
4. 1 2 3  
Marcus Petersen: Petersen’s Fur Traders Lexicon. Petersen & Chandless, New York 1920, S. 35, 85 (Preisliste).
5. ↑  
Emil Brass: Aus dem Reiche der Pelze. 1. Auflage. Verlag der „Neuen Pelzwaren-Zeitung und Kürschner-Zeitung“, Berlin 1911, S. 686.
6. 1 2 3 4  
Paul Schöps: Ostasiatische Lammfelle und Schaffelle. In: Das Pelzgewerbe. Nr. 1, Jahrgang IX/Neue Folge, Hermelin-Verlag, Leipzig/ Berlin/ Frankfurt am Main 1958, S. 9–14.
7. 1 2  
Christian Franke, Johanna Kroll: Jury Fränkel´s Rauchwaren-Handbuch 1988/89. 10., überarbeitete und ergänzte Neu- Auflage. Rifra-Verlag, Murrhardt 1988, S. 300–302.
8. 1 2 3  
Richard König: Ein interessanter Vortrag (Referat über den Handel mit chinesischen, mongolischen, mandschurischen und japanischen Rauchwaren). In: Die Pelzwirtschaft. Nr. 47, 1952, S. 46.
9. ↑  Ohne Autorenangabe: Handelsübliche Verpackung der Rohfelle. In: Der Rauchwarenmarkt. 18. Juni 1937, S. 3.
10. 1 2 3  Friedrich Lorenz: Rauchwarenkunde. 4. Auflage. Volk und Wissen, Berlin 1958, S. 129–130.
11. ↑  H. Werner: Die Kürschnerkunst. Verlag Bernh. Friedr. Voigt, Leipzig 1914, S. 107–109.
12. ↑  Alexander Tuma: Pelz-Lexikon. Pelz- und Rauhwarenkunde, Band XXI. Alexander Tuma, Wien 1951, S. 201, Stichwort „Tibet“.
13. ↑  Fritz Schmidt: Das Buch von den Pelztieren und Pelzen. F. C. Mayer, München 1970, S. 368.
14. ↑  Hermann Deutsch: Die moderne Kürschnerei. Handbuch für den Kürschner, Färber, Bleicher, Zuschneider und Konfektionär. A. Hartleben’s Verlag, Wien/ Leipzig 1930, S. 133.
15. ↑  Max Bachrach: Selling Furs Successfully. Prentice Hall, New York 1938, S. 173 (englisch).
16. ↑  Preisverzeichnis Heinrich Lomer, Leipzig, Winter 1913/1914, S. 24.